# Sony Xperia XZ1
Il Sony Xperia XZ1 è uno smartphone Android prodotto e commercializzato dalla Sony.
Facente parte della serie Xperia X, il dispositivo è stato annunciato al pubblico insieme al Sony Xperia XZ1 Compact all'IFA 2017 del 31 agosto 2017. È il diretto successore del Sony Xperia XZ e del Sony Xperia XZ Premium.
L'Xperia XZ1, insieme all'Xperia XZ1 Compact, sono stati riconosciuti come i primi smartphone Android con preinstallato del sistema operativo Android 8.0 Oreo. Le sue caratteristiche comprendono il display IPS FHD da 5,2 pollici HDR  e una nuova funzionalità di 3D Per la fotocamera.